# ヘリオポリス

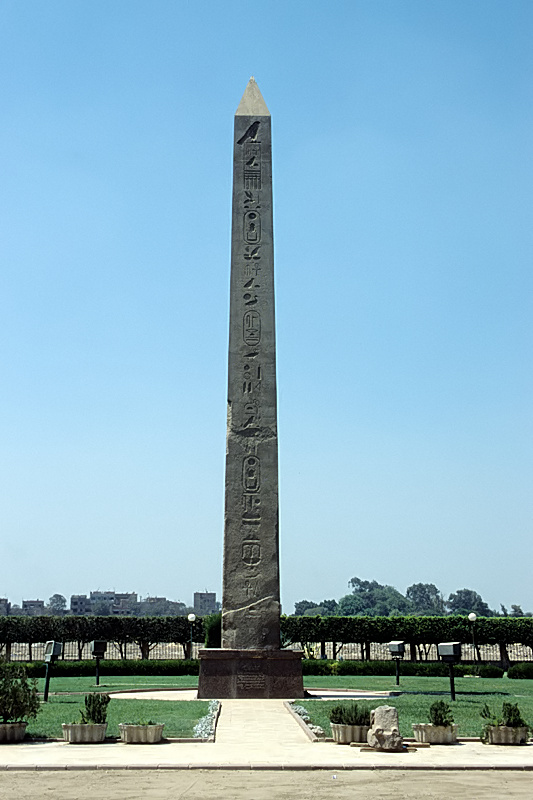
ヘリオポリスにあるセンウセルト1世のオベリスク。

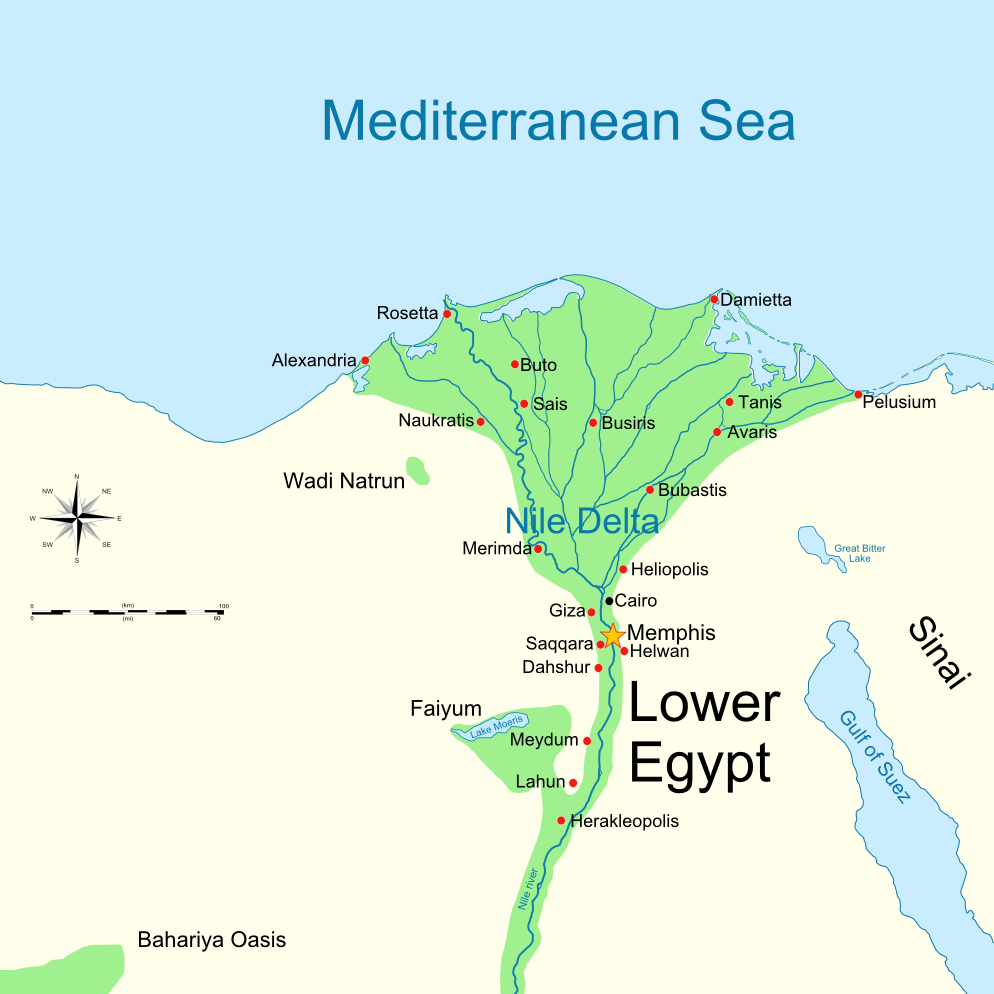
ナイル川デルタ付け根の東側にある。

ヘリオポリス（英語等：Heliopolis、ギリシア語：Ἡλίου πόλις / Ἡλιούπολις　Helioupolis）は、現在のカイロ近郊に存在した古代エジプトの都市。よく知られている都市の名はギリシャ人によって名づけられたもので、ギリシャ語で「ヘリオスの町=太陽の町」という意味である。古代名では「Iunu イウヌ」あるいは「On オン」と呼ばれていた。
ヘリオポリスはヘルモポリスと並んで、古代エジプトの創世神話の中心地として有名である。

## 現代のヘリオポリス
現代のエジプトでヘリオポリスと呼ばれる地区は、カイロ首都圏内の高級住宅地となっている。アラビア語エジプト方言では「新しいマスル」（ マスル・エル＝ゲディーダ、Masr el-Gedīda ; مصر الجديدة）と呼ばれ、これはカイロが「マスル」と呼ばれていたことに由来する（ミスルの項を参照）。
カイロ中心部から約10キロメートル離れており、トラムがヘリオポリスとラムセス中央駅を結んでいる。ただし自家用車を使う住民が多いため、トラムは運行本数も乗客も少ない。

## ヘリオポリスを題材とする作品
- エジプト映画『ヘリオポリスのアパートで』（アラビア語題 Fi shaket Masr El Gedeeda ; في شقة مصر الجديدة ; 英題 In the Heliopolis Flat）- 2007年公開
- ヘリオポリスのアパートで - IMDb（英語）